# Humphrey Searle
Humphrey Searle (* 26. August 1915 in Oxford; † 12. Mai 1982 in  London) war ein britischer Komponist und Schüler von Anton von Webern, Gordon Jacob sowie von John Ireland.
1947 entstand seine erste Zwölftonkomposition. Er schrieb Sinfonien, Klavierkonzerte und Ballette sowie die Filmmusik zu Yeti, der Schneemensch und Bis das Blut gefriert.
Er schrieb Bücher über den Komponisten Franz Liszt und entwickelte 1954 das anerkannteste und verbreitetste  Werkverzeichnis Liszts.

## Werke (Auswahl)

### Orchesterwerke
- 1943: Night Music op.2, to Anton Webern on his 60th birthday
- 1949: Overture to a Drama op.17
- 1950: Poem für 22 Streichinstrumente
- 1952/53: Symphony No. 1 op.23. Uraufführung 1953 im NDR Hamburg, Leitung Hermann Scherchen.[4]
- 1956/58: Symphony No. 2 op.33. Uraufführung Oktober 1958 unter der Leitung von John Pritchard.[5]
- 1959/60: Symphony No. 3 op.36. Uraufführung 1960 beim Edinburgh Festival unter der Leitung von John Pritchard.[6]
- 1960–62: Symphony No. 4 op.38. Auftragskomposition für das City of Birmingham Symphony Orchestra.[7] Uraufführung 1962 durch das City of Birmingham Symphony Orchestra unter Searles Leitung.[8]
- 1964: Symphony No. 5 op.43. Uraufführung Oktober 1964 durch das Hallé-Orchester unter der Leitung von Lawrence Leonard (1923–2001).[9]

### Opern
- 1944: Das Photo des Colonel
- 1952: Der Schatten Kains für Sprecher und Orchester
- 1958: Tagebuch eines Irren
- 1968: Hamlet

### Filmmusik
- 1956: Das Baby auf dem Schlachtschiff (The Baby and the Battleship)
- 1956: Jenseits Mombasa (Beyond Mombasa)
- 1957: Der Mann aus der Fremde (The Passionate Stranger)
- 1957: Yeti, der Schneemensch (The Abominable Snowman)
- 1957: Operation Tiger (Action of the Tiger)
- 1958: Herzlich willkommen im Kittchen (Law and Disorder)
- 1959: Quer durch die Antarktis (Antarctic Crossing)
- 1959: Der Wahlk(r)ampf (Left Right and Centre)
- 1963: Bis das Blut gefriert (The Haunting)
- 1965: Doctor Who: The Myth Makers (Serial als Teil der 3. Staffel der TV-Serie, 4 Folgen)
- 1972: The Tide of Traffic (Dokumentar-Kurzfilm)